# Embriología

Embriogénesis humana

La embriología, subdisciplina de la genética (según el código UNESCO), es la rama de la biología que se encarga de estudiar la morfogénesis, el desarrollo embrionario y nervioso desde la gametogénesis hasta el momento del nacimiento de los seres vivos. La formación y el desarrollo de un embrión es conocido como embriogénesis. Se trata de una disciplina ligada a la anatomía e histología.
El desarrollo de un embrión se inicia con la fertilización, que origina la formación del cigoto. Cuando finaliza el proceso durante el cual se generan todas las principales estructuras y órganos del sistema (a las 9 semanas aproximadamente), el embrión se denominará feto.
La teratología (Gr. teratos, monstruo) es la división de la embriología y la anatomía patológica que trata del desarrollo anómalo (anomalías congénitas). Esta rama de la embriología se relaciona con los diversos factores genéticos o ambientales que alteran el desarrollo normal y producen los defectos congénitos. 
(Embrio-, de embrios, embrión; -logía, de logos, estudio)  En otras palabras, el estudio de las primeras ocho semanas de desarrollo después de la fecundación de un óvulo humano.

## Características de la embriología
Llena el vacío entre el desarrollo prenatal y la obstetricia, medicina perinatal, pediatría y anatomía clínica. 
- Proporciona conocimientos acerca del comienzo de la vida humana y las modificaciones que se producen durante el desarrollo prenatal.
- Resulta de utilidad en la práctica para ayudar a comprender las causas de las variaciones en la estructura humana.
- Aclara la anatomía macroscópica y explica el modo en que se desarrollan las relaciones normales y anómalas.
- El conocimiento que tienen los médicos acerca del desarrollo normal y de las causas de las malformaciones congénitas es necesario para proporcionar al embrión y al feto la mayor posibilidad de desarrollarse con normalidad. Gran parte de la obstetricia moderna incluye la denominada embriología aplicada.
- El reconocimiento y la corrección de la mayoría de los trastornos congénitos dependen del conocimiento del desarrollo normal y de los trastornos que puede sufrir.
- La importancia de la embriología es obvia para los pediatras, ya que algunos de sus pacientes presentan anomalías congénitas derivadas de un desarrollo erróneo que causan la mayoría de las muertes durante la lactancia.

## Historia de la embriología

### De Aristóteles a 1750
Hasta 1750 el conocimiento en torno al desarrollo animal estuvo fundamentalmente marcado por Aristóteles y por algunos naturalistas de los siglos XVI y XVII como Hieronymus Frabricius ab Aquapendente, William Harvey y Marcelo Malpighi. Sin embargo, todos estos trabajos estaban limitados por el hecho de que las descripciones correspondían siempre a etapas tardías del desarrollo, lo que no permitía dilucidar el clásico debate entre preformacionistas y epigenetistas.

### Segunda mitad delsigloXVIII
A lo largo de la segunda mitad del siglo XVIII, varios autores dieron un nuevo impulso a la embriología: Victor Albrecht von Haller, Lazzaro Spallanzani y Caspar Friedrich Wolff.

### Los inicios delsigloXIXy el triunfo del epigenetismo
A partir del siglo XIX, la idea de la epigénesis comienza a imponerse entre los naturalistas. La idea de la "pulsión formadora" de Johann Friedrich Blumenbach, así como las de historicidad y progresión en la naturaleza explican el éxito de este nuevo marco teórico.
A partir de entonces, se multiplican las publicaciones en torno a la embriología (Meckel, Lorenz Oken, Friedrich Tiedemann).
A partir de 1810, la embriología conoce una atención sin precedentes. Christian Pander, Karl Ernst von Baer y Martin Heinrich Rathke son considerados los tres grandes fundadores de la embriología moderna. La obra de Pander en 1817 marcó el inicio de este período. La embriología fue una ciencia fundamentalmente alemana, aunque no exclusivamente. En Italia destacan los trabajos de Rusconi sobre el desarrollo de los anfibios y en Francia los de Dutrochet, Duges y Coste sobre los vertebrados. Desde entonces se impusieron dos grandes líneas de investigación: el estudio del desarrollo del embrión humano y del desarrollo temprano de los mamíferos.
En pocas décadas tuvieron lugar las observaciones más importantes y se expresaron y discutieron los grandes temas de la embriología, como el óvulo de los mamíferos y la teoría de las hojas embrionarias. Esta edad de oro de la embriología se explica por razones tanto metodológicas como teóricas. Entre las primeras, las mejoras de las técnicas de observación, especialmente del microscopio; entre la segundas, la idea de historicidad introducida por la Naturphilosophie (filosofía naturista) que condujo a pensar en las formas orgánicas como formas dinámicas.

## Ramas de la Embriología
- Embriología Comparada: Se encarga de comparar los embriones de los seres vivos.
- Embriología Química: Proporciona bases químicas del desarrollo ontogénico.
- Embriología Moderna: Se desarrolló a principios del siglo XXI y se complementa con variadas disciplinas tales como la Genética, Medicina y Bioquímica.

## Disciplinas relacionadas
- La teratología estudia las malformaciones congénitas del embrión.

## Embriología y bioética
La embriología está rodeada de una gran controversia en temas como la fecundación in vitro, la  ingeniería genética y los bebés seleccionados genéticamente casi como un producto de consumo.